# Viborg (Oroszország)
Viborg (oroszul Выборг, finnül Viipuri, svédül Viborg, németül Wiburg) város Oroszországban, a Leningrádi területen. Szentpétervártól 130 km-re északnyugatra, Finnország mai államhatárától 38 km-re délre fekszik.
Lakossága: 79 962 fő (a 2010. évi népszámláláskor).

## Történelem
Viborg várát a 13. században a svédek alapították. A városnak a Svéd Birodalom keleti határán sokszor szinte önállóan kellett védenie magát. A város a középkorban jelentős soknemzetiségű (finn, svéd, orosz, német) kereskedőváros volt. Az Orosz Birodalom az 1700-as évek elején foglalta el a várost, amit 1812-ben az orosz fennhatóság alá tartozó Finn Nagyhercegséghez csatoltak. Az első világháborút követően Viipuri (Viborg) a független Finnország része lett, és a két világháború között a negyedik legnagyobb finn város volt (86 000 lakossal). A szovjet csapatok először 1940-ben a téli háborúban, majd 1944-ben véglegesen elfoglalták a várost, amelyet a párizsi békeszerződés hivatalosan is a Szovjetunióhoz csatolt.

## Látnivalók
- Vár
- Az Alvar Aalto tervezte városi könyvtár
- Toronyóra

## Templomok
- Ókatedrális
- Evangélikus templom
- Ortodox orosz templom
- Ilija Prorok ortodox templom

## Galéria

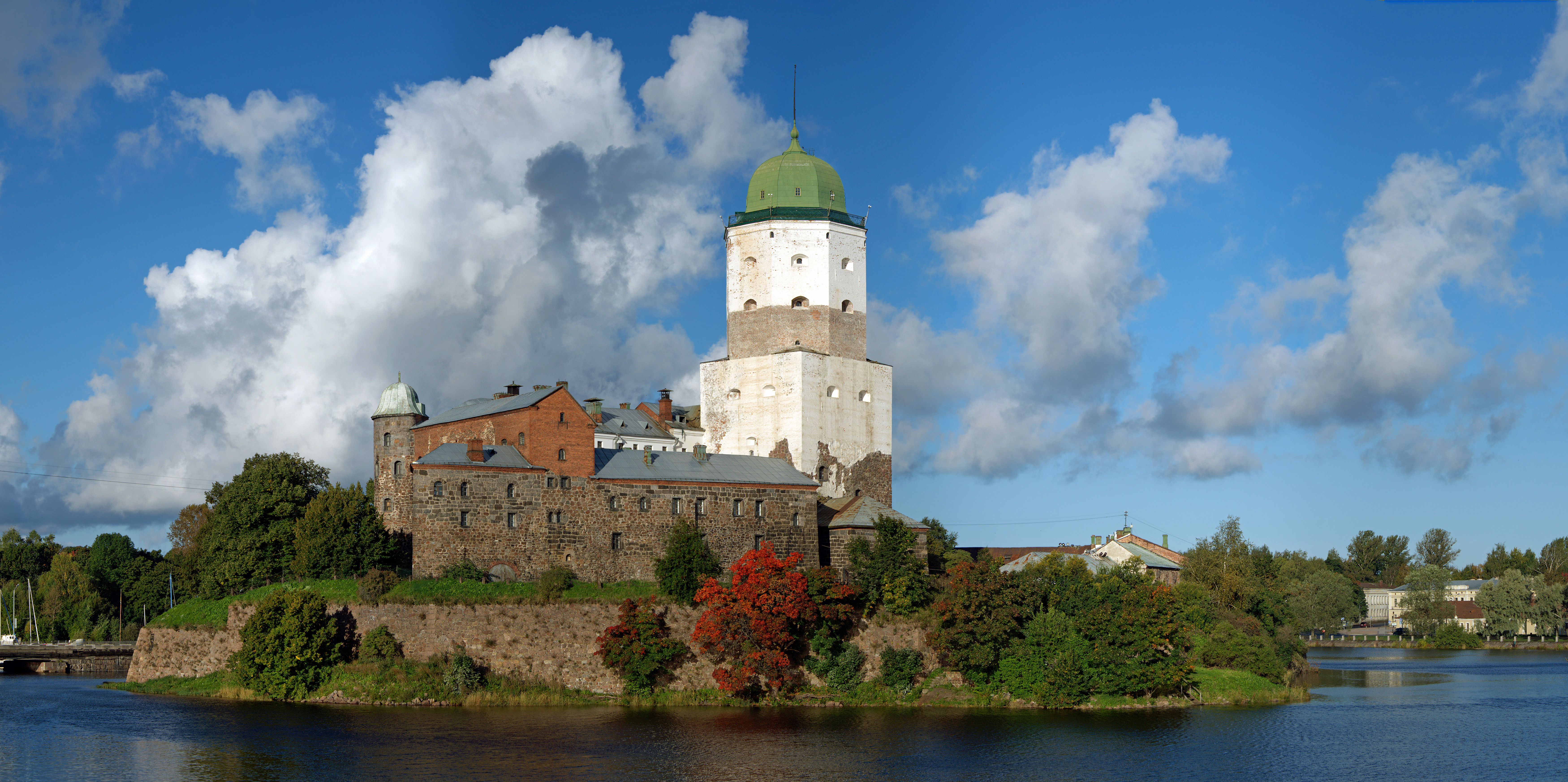
A vár
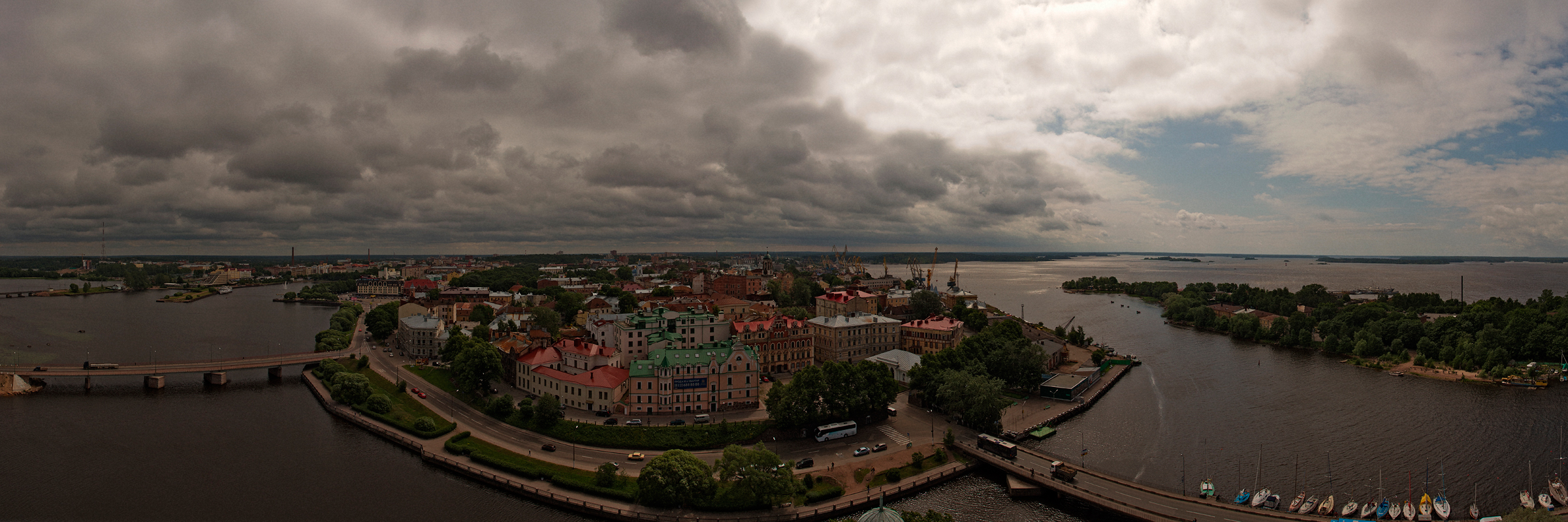
Panoráma a vár tornyából
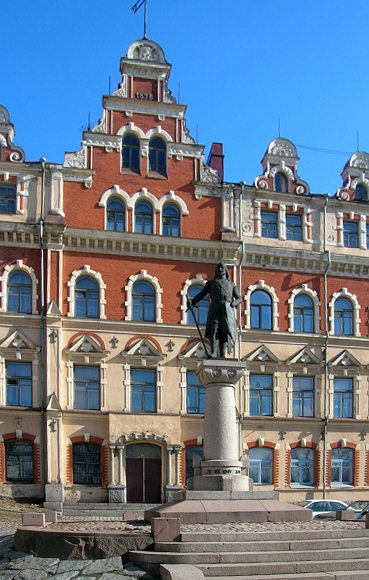
A várost alapító Torkel Knutsson szobra

## Külső hivatkozások
- Hivatalos honlap (angolul és oroszul)
- Finn Viipuri információs központ (finnül, svédül és angolul)
- Viborg térkép
- Várak és kastélyok (a finn-orosz határvidéken) projekt Archiválva 2011. május 28-i dátummal a Wayback Machine-ben (finnül, svédül, oroszul és angolul)